# Castillo de El Gardón
El Castillo de El Gardón fue una fortaleza de carácter defensivo y de vigilancia. Ubicado en la finca del Gardón, una dehesa ubicada en Ciudad Rodrigo colindante con Portugal. Este castillo fue de suma importancia en la guerra de restauración de Portugal al tener una ubicación privilegiada tanto para la defensa de la frontera Española como para la vigilancia y prevención de asedios Portugueses. La peculiaridad de este castillo es que está fortificado por una muralla que aún se diferencia a pesar de que el castillo está en ruinas. A juzgar por su arquitectura, su construcción y sus materiales, podemos decir que el castillo data del siglo XII, en el reinado de Fernando II, ya que para esta época el área es repoblada establemente y este no es el único castillo fortificado de la zona.

## Ubicación geográfica
El castillo de El Gardón está ubicado en la provincia de Salamanca, en la comunidad autónoma de Castilla y León, al sureste de la comarca de Ciudad Rodrigo. Colindando con Portugal, en la provincia de Guarda. Ubicado en una loma cuya ubicación es estratégica por su posición elevada perfecta para vigilar y defender.

## Historia
Como bien sabemos, posterior a la independencia de Portugal la tensión era alta entre los dos países, siendo especialmente perceptibles en las provincias de La Raya, como las actuales provincias de Zamora, Salamanca, Cáceres o Badajoz. Los siglos posteriores estuvieron marcados por incursiones de bando y bando. En consecuencia, sabemos que el castillo debió ser un asentamiento defensivo y de vigía, sobre todo durante la restauración de Portugal (1640- 1668). El primer registro que se tiene del castillo data del siglo XVI, en donde sabemos que el inmueble y la zona le pertenecían al cabildo Catedralicio de Ciudad Rodrigo, y su alcalde era Juan de Silva Guzmán en 1582. Como consecuencia de la guerra, el castillo sufrió de despoblamiento, y por ende, de la falta de mantenimiento, lo que lo llevó a la ruina. También se sabe que era propiedad de la iglesia hasta el siglo XIX en la famosa desamortización española. Fue parte de una serie de fortalezas construidas bajo el marco de los enfrentamientos hispano-lusos entre las zonas de Salamanca, en España; y Guarda, en Portugal. También es probable que haya fungido como cuartel general y base de operaciones, ya que de aquí partían las tropas españolas cuando se presentaban enfrentamientos contra los portugueses en la raya. Se cree que el 17 de septiembre de 1642, durante la guerra de restauración portuguesa, el castillo fue víctima de un ataque que como consecuencia destruyó parcialmente la fachada del castillo. El castillo fue tomado por los portugueses después de una cruenta disputa. Después de esto, aunque fue planificada su reconstrucción, nunca pasó nada  ya que primaron la restauración de un castillo más avanzado en lugar de este, desde ese entonces el castillo nunca tuvo mantenimiento, quedando en la ruina.

### Usos
Ya que el castillo está ubicado en una parte alta, se cree que fue utilizado para la vigilancia y protección de los foráneos Portugueses en caso de alguna incursión que pusiera en riesgo la ubicación. También se sabe que recibió el nombre de “revellón”, lo que afirma su carácter defensivo, esto acompañado de sus murallas colindantes. En el marco de la guerra de restauración portuguesa, en España varias fortificaciones fueron levantadas a lo largo de la frontera con Portugal para prevenir y resistir asedios de sus vecinos del suroeste, este castillo hizo parte de dicha red defensiva hasta su destrucción y despoblamiento en 1642.

### Actualidad
Posterior a su despoblamiento, el castillo nunca fue restaurado, por lo tanto, actualmente se encuentra en ruinas y en pésimas condiciones, únicamente se conservan restos de su muralla y algunas piedras que alguna vez fueron paredones de la fortaleza. Se han construido algunas casas aprovechando las ruinas, así que actualmente el recinto se compone por los restos de la muralla, de algunos muros del castillo y algunos restos de lo que fueron las puertas del castillo, todos en mampostería.
En cuanto a la dehesa sobre la que se posaba el castillo, actualmente es una zona de explotación ganadera, posiblemente este sea un factor importante en la mala conservación del castillo. Para visitar esta zona, hay que solicitar un permiso del dueño de la dehesa de El Gardón, por las condiciones tan estrictas para su visita no hay fotografías. Finalmente, el Castillo fue nombrado Bien de Interés Cultural, en virtud de la disposición adicional 2ª de la Ley 16/1985 del Patrimonio Histórico Español, 1ª de la Ley de Patrimonio Cultural de Castilla y León y el Decreto de 22 de abril de 1949, referido a todos los castillos de España, cualquiera que sea su estado de ruina.